# Carlo Buzzi (politico)
Carlo Buzzi (Parma, 31 luglio 1922 – Parma, 15 novembre 2004) è stato un politico italiano.

## Biografia
Nato nel Borgo Bertani di Parma, proprio durante le barricate con cui la popolazione della sua città si oppose alle bande di Italo Balbo. Era figlio di un sindacalista dei postelegrafonici della Camera del lavoro di Parma allora guidata da Alceste De Ambris. Diplomatosi maestro, inizia l'insegnamento elementare negli anni 1940 e 1941 quindi, superato il concorso magistrale, entra in ruolo il 1/10/1942 scegliendo come sede la popolare scuola “Cocconi” di Piazzale Picelli (1942).
Laureatosi successivamente in pedagogia nel 1960 presso la Cattolica di Milano dove si era iscritto nel 1941, dopo aver ricevuto la propria formazione presso l'Oratorio cittadino salesiano di San Benedetto e nelle file dell'Azione Cattolica di Parma, all'interno della quale, chiamato dall'arcivescovo di Parma mons. Evasio Colli, ha ricoperto le cariche di presidente dei Giovani (GIAC, 1940) e poi quella di presidente della Giunta Diocesana (1949).
Chiamato alle armi nel 1942, si iscrive al corso Allievi Ufficiali di Complemento ma viene subito congedato per un infortunio avvenuto in servizio.
Nel 1943, allo scoppio della II guerra mondiale, è sfollato con i suoi nella frazione di Pizzolese, presso la famiglia Zanzucchi, diventando intimo amico dei figli Danilo e Carlantonio, suoi compagni dell'oratorio salesiano di San Benedetto.
Nel 1945 viene eletto nella III sezione del Consiglio Superiore della Pubblica Istruzione, in rappresentanza della categoria dei maestri elementari come candidato del SI.NA.SC.EL. sindacato poi aderente alla CISL, del quale era uno dei fondatori.
Dal 1947 al 1951 è membro del Comitato centrale dello stesso sindacato, del quale ricopre la carica di Segretario Provinciale dal 1947 al 1951, e sarà membro del Consiglio generale dell'Unione Sindacale della CISL di Parma per tre mandati, dal 1955 al 1965; dal 1954 al 1968 ricopre anche la carica di presidente nazionale dell'Ente Nazionale di Assistenza Magistrale (ENAM).
Nel 1948 è presidente a Parma del locale Comitato Civico costituito su ispirazione di Luigi Gedda allo scopo di impostare la delicata campagna elettorale del 1948.
Dal 1963 al 2000 a Parma ha ricoperto il ruolo di presidente della Federazione Italiana Scuole Materne (FISM), che aveva fondato.
Consigliere nazionale dal 1946 e poi vicepresidente dell'Associazione Italiana Maestri Cattolici (1953-1971), ne assume la guida come presidente nazionale dal 1971 al 1993.
Nel 1946 è eletto per la prima volta consigliere comunale di Parma, nelle file della Dc, carica che ha ricoperto fino al 1956.
Deputato per cinque legislature nelle file della Democrazia Cristiana, dal 1953 al 1976, eletto nella circoscrizione di Piacenza, Parma, Reggio e Modena. Diventa poi senatore nel 1976 (nel collegio di Modena) e nel 1979 (nel collegio di Parma). Buzzi ha fatto parte ininterrottamente della Commissione pubblica istruzione della Camera, poi ha quindi ricoperto anche il ruolo di Presidente della stessa Commissione al Senato. Ha partecipato attivamente alla riforma della scuola media del 1962 come membro dell'apposita Commissione ministeriale. È stato per sottosegretario alla Pubblica istruzione, nel primo e nel secondo governo Rumor (1968-69) e nel terzo governo Andreotti (1976-77). Termina il proprio mandato parlamentare nel 1983.
Ha fatto parte degli organi provinciali, regionali e nazionali della DC con incarichi dirigenziali, partecipando da ultimo nel 1994 alla fondazione del PPI guidato da Mino Martinazzoli.
Ha svolto un’intensa azione in campo educativo e sociale occupandosi dell’assistenza dei minori come Commissario provinciale dell’Ente nazionale per la protezione morale del fanciullo. Il suo archivio personale è stato donato per volontà della moglie signora Maria Antonietta alla Biblioteca Palatina di Parma, mentre la parte relativa alla politica scolastica è conservata presso l'Archivio per la Storia dell'educazione in Italia dell'Università Cattolica di Brescia.
Il 23 febbraio 1993 è stato insignito dal Presidente Oscar Luigi Scalfaro dell'onorificenza di Grande Ufficiale dell'Ordine "Al merito della Repubblica Italiana".
Muore a 82 anni, nel novembre 2004.